# Повернення короля
«Повернення короля» (англ. The Return of the King) — третя і заключна частина трилогії англійського письменника Дж. Р. Р. Толкіна «Володар Перснів». Видана у 1955 році у Лондоні. Попередні частини називаються «Братство Персня» і «Дві вежі». Книгу, як і дві попередні частини, екранізовано Пітером Джексоном («Володар Перснів: Повернення короля»). У творі йдеться про завершення Третьої і початок Четвертої Епох Середзем'я.

## Головні герої
- Фродо Торбин — гобіт, головний герой трилогії
- Семвайс Ґемджі — гобіт, слуга Фродо, син садівника
- Переґрін Тук — гобіт, племінник Фродо
- Меріадок Брендіцап — гобіт, племінник Фродо
- Араґорн — вождь Північних Слідопитів, нащадок королів Арнору і Ґондору
- Ґандальф — маг-істарі
- Ґімлі — гном з Еребору, син Ґлоїна
- Леґолас — ельф з Морок-лісу, син короля Трандуїла
- Теоден — король Рогану
- Еомер — племінник і спадкоємець Теодена
- Ґріма Солодкоязикий — слуга Теодена, таємний агент Сарумана
- Еовін — племінниця Теодена, сестра Еомера
- Саруман — падший маг-істарі, загарбник Ширу
- Саурон — Володар Перснів, головний антагоніст
- Древлен — вождь ентів
- Фарамир — син ґондорського намісника-правителя, молодший брат Боромира
- Ґолум — колишній гобіт, який прагне повернути Перстень
- Денетор — намісник-правитель Ґондору, батько Боромира й Фарамира
- Король-Чаклун — ватажок назґулів, права рука Саурона
- Елронд — володар ельфів, батько Елладана, Елрогіра та Арвен
- Арвен — дочка Елронда
- Ґаладріель — володарка ельфів
- Кірдан Корабел — володар ельфів Срібних Гаваней
- Келеборн — володар ельфів, чоловік Ґаладріель
- Ґган-Бурі-Ґган — вождь лісового народу лісу Друадан
- Береґонд — один зі Стражів Цитаделі в Гондорі
- Берґіл — хлопчик, син Берегонда
- Елладан і Елроґір — сини Елронда
- Барліман Баттербур — корчмар у Брі
- Троянда Коттон — жінка-гобіт, дружина Семвайса Ґемджі
- Еланор — дочка Семвайса і Троянди

## Зміст

### Книга 5

Прапор Еленділа

Ґандальф та Піппін прибувають до міста Мінас Тіріт, над яким нависає загроза нападу військ Мордору. Піппін розповідає наміснику Денетору, що його син Боромир загинув, коли захищав його з другом, Меррі Брендібаком. Після розповіді Денетор приймає гобіта до себе на службу. Гобіт стає вартовим. Тим часом до міста прибуває Фарамір, молодший син Денетора, доповідає про орди орків, що йдуть з Мордору.
Військо Мордору вщент знищене під стінами Мінас Тіріту. Ґандальфу і Піппіну вдається завадити загибелі Фараміра, але сам намісник себе спалює. Фараміра та Еовін згодом зцілює Араґорн, це доводить те, що він і є справжній король. Тепер Араґорн вирішує відволікти Око Ворога та почати облогу Чорної Брами Мордору. Це дасть змогу Фродо і Сему прослизнути непоміченими до Вогняної гори, щоб знищити Перстень. Він збирає семитисячне військо з усіх уцілілих воїнів та йде в наступ.

### Книга 6
Сем визволяє Фродо з вежі орків, де ті знов побились з гоблінами і вони вирушають до Вогняної гори у вбранні орків. Долучившись до ворожого загону, що прямував до Брами, але потім утекли. Гобіти дістаються цілі, але в самому кратері вулкану Кільце бере гору над Фродо і він надягає його на палець. Та Ґолум на нього нападає і відкушує палець із перснем. Проте він не втримується на ногах і падає у магму.
Після напруженого розвитку подій битва виграна. За допомогою землі Лоріену, що подарувала Сему Ґаладріель, той відроджує зруйновану Гобітанію. Меррі та Піппін отримують у своє правління землі Бакленду і Тукбарроу, а Сем одружується з Розі Коттон. У них народжується донька Еланор. Проте Фродо непокоять рани. Тому він разом з Більбо, Гендальфом та ельфами відпливає у невмирущий край, Аман, що на заході, залишаючи своєму садівнику недописану книгу. Сем повертається додому. Книга завершується його словами: «Що ж, ну от я і повернувся».

## Українські переклади
Перший український переклад вийшов у 2002 році: спрощений переказ для дітей (під назвою «Повернення короля»), зроблений Олександром Мокровольським. У 2003 році опубліковано першу повну українську версію роману (під назвою «Повернення короля») Аліни Немірової, але вона являла собою адаптацію її ж російського перекладу, що вийшов роком раніше. У 2004 році в львівському видавництві «Астролябія» опубліковано переклад (під назвою «Повернення короля») Олени Фешовець, у 2013 році в тім же видавництві — новий переклад (під назвою «Повернення короля»), виконаний Катериною Оніщук.